# Guerra dos Mascates (livro)
Guerra dos Mascates é um romance em dois volumes do escritor brasileiro José de Alencar. O livro entrou no prelo em 1871, como se vê na página de rosto, mas apenas em 1873 foi publicado e segundo o próprio Alencar: "ainda assim desacompanhado do outro tomo, que lhe serve de parelha", que foi publicado em 1874.

## Sobre
Romance histórico situado no episódio de mesmo nome, ocorrido em Pernambuco, em 1710-1711, foi escrito em 1870, após a desilusão do autor com a política. Foi publicado em dois volumes: o primeiro, em 1873; o segundo, em 1874. Para esse romance em que a mesquinharia dos motivos políticos ganha relevo, Alencar redigiu três notas de apresentação ou comentários: duas para o primeiro e uma para o segundo volume. Em todas, adverte contra a tentação dos leitores de "ver personagens contemporâneos disfarçados nessas figuras do século passado" – ou seja, desperta e renova a atenção do leitor para aquilo que justamente finge repudiar.

## Trecho
A luta opôs as famílias proprietárias de engenhos do interior, que viam com desconfiança a prosperidade de Recife, aos habitantes de Recife, onde residiam os "mascates", como eram designados os comerciantes portugueses,  resultando forte animosidade. Para fugir à autoridade de Olinda, então sede da capitania, os recifenses solicitaram e obtiveram do reino a jurisdição própria da sua vila. Rebelaram-se os de Olinda, que, armados, se apoderaram de Recife, depondo o governador e nomeando para o cargo o bispo de Olinda. A disputa era uma mistura de poder econômico e poder político, pois que os comerciantes do Recife pretendiam fugir à autoridade de Olinda, então sede da capitania.  Depois de várias lutas, os ânimos serão serenados, conservado Recife, sua autonomia. Os recifenses solicitaram e obtiveram da Coroa liberdade de jurisdição para sua cidade, então uma simples vila portuária.

## Personagens
- Vidal Rebelo: filho de mercador e partidário do Recife.
- Sebastião de Castro Caldas Barbosa: governador que apoiava os mascates.
- D. Leonor Barbalho: aristocrata olindense
- Lisardo: o poeta de rimas pobres.
- Nuno: o cavaleiro petiço e magriço.
- D. Severa
- Miguel Viana
- Carlos de Enéia: antigo secretário do governador.
- Capitão-mor, Pedro Ribeiro da Silva
- Bernardo Vieira de Melo: um dos chefes da rebelião.
- Coronel Leonardo Bezerra Cavalcanti: pai de Bernardo.
- Manuel Álvares da Costa: o bispo.
- Felix José de Mendonça: o novo governador.

## Curiosidades
- Em Portugal, Miguel Real lançou um livro com um título homónimo, um romance baseado neste acontecimento histórico. O livro foi publicado em 2011 pela Dom Quixote, uma editora do grupo Leya, com sede em Alfragide.